# Elne
Elne (în catalană Elna) este o comună în departamentul Pyrénées-Orientales din sudul Franței. În 2009 avea o populație de 7.674 de locuitori.

## Evoluția populației
| An        | 1975  | 1982  | 1990  | 1999  | 2006  | 2009  |
| --------- | ----- | ----- | ----- | ----- | ----- | ----- |
| Populație | 6.017 | 6.177 | 6.262 | 6.410 | 7.325 | 7.674 |